# François Francœur

François Francœur (París, 21 de septiembre de 1698 - París, 5 de agosto de 1787).

## Biografía
Nacido en una familia de músicos, fue violinista en la Academia Real de Música desde la edad de quince años. Músico contemporáneo de Rameau, compuso muchas sinfonías, música de cámara y óperas, algunas en colaboración con François Rebel.
En 1739, se convirtió en maestro de música en la Ópera, y más tarde en inspector adjunto en 1743. Se convirtió en superintendente de la música de la Cámara en 1744. En 1757 obtuvo la concesión de la Ópera de París, la que codirigió con Rebel.
El violinista del siglo XX Fritz Kreisler compuso una Siciliana en Rigaudon "En el estilo de Francoeur" que fue muy célebre.

## Principal obra
- Primer libro de sonatas para violín solo y bajo continuo. (1720)
- Segundo libro de sonatas para violín solo y bajo continuo. (1730)
- Sinfonías para el festín real del Conde de Artois. (1773)
- La Symphonie du Marais
- Píramo y Tisbe, Tragédie en musique. (1726)
- Tarsis & Zélie (1728)
- Scanderberg, tragedia lírica. (1735) (fue representada 33 veces)
- Zélindor, Roi des Silphes (1745)
- El Príncipe de Noisy, ballet heroico en 3 actos, con François Rebel, libreto de Charles-Antoine Leclerc de La Bruère, Versalles, Teatro de los pequeños apartamentos, 13 de marzo de 1749.